# 长孢禾叶蕨
长孢禾叶蕨（学名：Grammitis nuda）为禾叶蕨科禾叶蕨属下的一个种。

## 扩展阅读
- 維基物種上的相關：长孢禾叶蕨